# René Claude Gaultier
René Claude Gaultier, né le 16 janvier 1752 à Pontrieux (province de Bretagne, actuel département des Côtes-d'Armor), mort le 1er mars 1799 dans la même ville, est un homme politique de la Révolution française.

## Biographie
La France devient une monarchie constitutionnelle en application de la Constitution du 3 septembre 1791. Le même mois, René Claude Gaultier, alors vicaire de l'évêque de Saint-Brieuc, est élu député suppléant du département des Côtes-du-Nord, le deuxième sur trois, à l'Assemblée nationale législative, où il n'est pas cependant appelé à siéger.
La monarchie prend fin à l'issue de la journée du 10 août 1792 : les bataillons de fédérés bretons et marseillais et les insurgés des faubourgs de Paris prennent le palais des Tuileries. Louis XVI et sa famille sont incarcérés à la tour du Temple.
En septembre 1792, René Claude Gaultier est élu député du département des Côtes-d'Armor, le troisième sur huit, à la Convention nationale. Il siège sur les bancs de la Plaine mais affiche des proximités électives avec la Gironde. Lors du procès de Louis XVI, il vote la détention perpétuelle, rejette l'appel au peuple mais se prononce en faveur du sursis à l'exécution de la peine. En avril 1793, il vote en faveur de la mise en accusation de Jean-Paul Marat ; celui-ci le dénonce plus tard dans son journal comme « membre de la faction des hommes d’État ». En mai de la même année, il vote en faveur du rétablissement de la Commission des Douze. En brumaire an III (octobre 1794), il est élu membre de la Commission des Vingt-et-Un chargée d'examiner la conduite de Jean-Baptiste Carrier, accusé d'être responsable de fusillades et de noyades lors de sa mission à Nantes.
Le 22 vendémiaire an IV, il passe au Conseil des Cinq-Cents où il siège jusqu'à sa mort.

## Sources
1. ↑  Archives parlementaires de 1787 à 1860, Première série, tome 34, p. 30.
2. ↑  Archives parlementaires de 1787 à 1860, Première série, tome 52, p. 39.
3. ↑  Froullé, Jacques-François (≈1734-1794), « Liste comparative des cinq appels nominaux. Faits dans les séances des 15, 16, 17, 18 et 19 janvier 1793, sur le procès et le jugement de Louis XVI [...] » , sur www.gallica.bnf.fr, 1793 (consulté le 9 juillet 2024)
4. ↑  Archives parlementaires de 1787 à 1860, Première série, tome 62, séance du 13 avril 1793, p. 53.
5. ↑  Michel Pertué, « La liste des Girondins de Jean-Paul Marat », Annales historiques de la Révolution française, vol. 245, no 1,‎ 1981, p. 379–389 (DOI 10.3406/ahrf.1981.4254, lire en ligne, consulté le 9 juillet 2024)
6. ↑  Archives parlementaires de 1787 à 1860, Première série, tome 65, séance du 28 mai 1793, p. 533.
7. ↑  « Scrutin et nomination des vingt-un membres de la Convention chargés d'examiner la conduite du représentant du peuple Carrier, lors de la séance du 8 brumaire an III (29 octobre 1794) », Archives Parlementaires de la Révolution Française, vol. 100, no 1,‎ 2000, p. 185–185 (lire en ligne, consulté le 9 juillet 2024)

- « René Claude Gaultier », dans Adolphe Robert et Gaston Cougny, Dictionnaire des parlementaires français, Edgar Bourloton, 1889-1891 [détail de l’édition]